# Fuentealta
Fuentealta es una marca de agua embotellada de Tenerife, Islas Canarias (España). La empresa pertenece al Grupo Compañía de las Islas Occidentales, antiguamente CITA. 
La empresa Aguas de Vilaflor, S.A. (AVISA) se creó en 1975 como planta de envasado de aguas. La planta se encuentra en el municipio de Vilaflor que es el más alto de Canarias, situado a 1.400 m s. n. m. de altura donde se encuentra el manantial Fuente Alta. La zona del manantial es una zona natural protegida, su agua viene directarmente de las nieves del Parque nacional del Teide que en el año 2007 la Unesco nombró Patrimonio de la Humanidad.

## Imagen
En 2008 Fuentealta cambió su imagen corporativa; después de muchos años utilizando el mismo logotipo la empresa decidió innovar y actualizar su imagen. La creación del nuevo logotipo fue encargado al Estudio Valladares. En mayo del mismo año se lanzó una campaña de comunicación para presentar la nueva imagen, con el eslogan “Fuentealta, Agua Gran Reserva”.
En octubre de 2018, Fuentealta renovó su imagen acercando sus valores a la sociedad. Bajo el claim "#HazQueFluya", la marca proyectó una nueva identidad basada en positividad y movimiento, con un diseño totalmente distinto a lo que se acostumbra en el sector. La nueva identidad de Fuentealta parte de la convicción de que con pequeñas acciones en el día a día estaremos contribuyendo a hacer del mundo un lugar mejor. 
La transformación de Fuentealta se tangibiliza en toda su familia de productos, en un diseño de uniformes moderno, en vehículos llamativos, en un branded content original y fresco, una renovada página web con ilustraciones y diseños sorprendentes y una estrategia digital motivadora y transgresora.

## Parámetros
| Parámetros           | Resultados mg/L |
| -------------------- | --------------- |
| Residuo Seco a 180°C | 362             |
| Bicarbonato          | 300             |
| Sulfato              | 1,99            |
| Cloruro              | 5,6             |
| Nitrato              | 10,8            |
| Fluoruro             | 0,55            |
| Calcio               | 27,1            |
| Magnesio             | 14,1            |
| Sodio                | 55,7            |
| Potasio              | 9,96            |